# Bludov (kraj ołomuniecki)
Bludov (niem. Blauda) – gmina i miejscowość w Czechach, w powiecie Šumperk, w kraju ołomunieckim. Według danych z 2021 r. liczyła 2 946 mieszkańców.
Bludov położony jest w północnej części Mohelnicke brázdy, na stokach pogórza Jesioników
Pierwszy właściciel nazywał się Blud z Bludova – protoplasta rodu Žerotínów.
W miejscowości znajduje się barokowy pałac i kościół z kaplicą grobową Žerotínów.
Na zachód od miejscowości położone jest niewielkie uzdrowisko Lázně Bludov.
Na północ od wsi, na wzgórzu znajduje się kościół pielgrzymkowy pw. Bożego Ciała.
Na północ od wsi, na wzgórzu znajduje się kamieniołom, w którym wydobywa się bludovit.